# Héctor David García Osorio

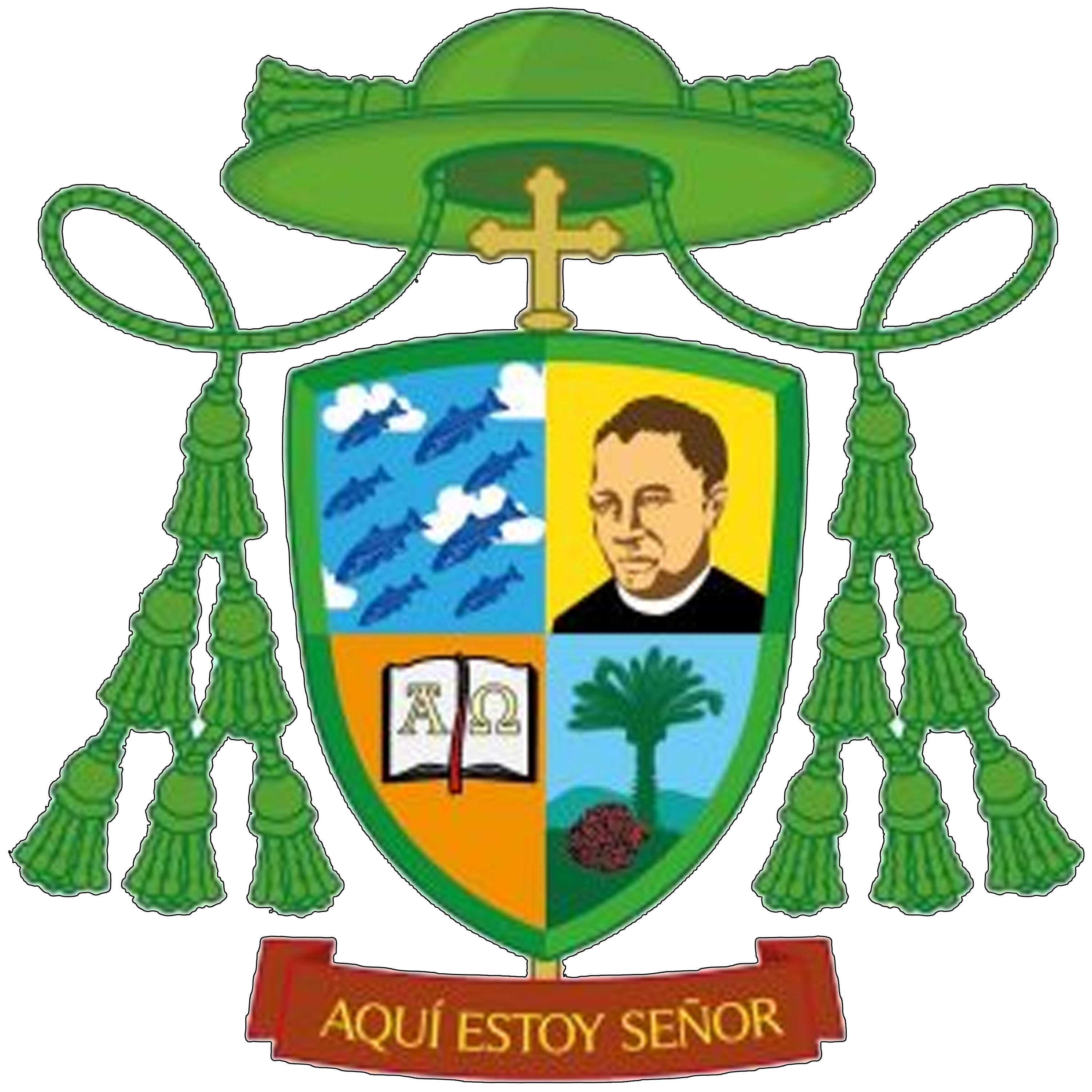
Bischofswappen von Héctor David García Osorio

Héctor David García Osorio (* 23. September 1966 in Concepción de María) ist ein honduranischer Geistlicher und ernannter römisch-katholischer Bischof von Santa Rosa de Copán.

## Leben
Héctor David García Osorio studierte Philosophie und Theologie am Priesterseminar Nuestra Señora de Suyapa in Tegucigalpa und empfing am 8. November 1997 das Sakrament der Priesterweihe für das Bistum Choluteca.
Nach weiteren Studien erwarb er an der Päpstlichen Universität Gregoriana das Lizenziat in spiritueller Theologie. Neben verschiedenen Aufgaben in der Pfarrseelsorge und in der Priesterausbildung am Priesterseminar Nuestra Señora de Suyapa in Tegucigalpa war er Rektor des Knabenseminars in Choluteca, Kanzler der Kurie, Bischofsvikar für die Seelsorge und Generalvikar des Bistums Choluteca. Ab 2013 war er Subregens des Priesterseminars in Tegucigalpa und beigeordneter Sekretär der Bischofskonferenz von Honduras.
Papst Franziskus ernannte ihn am 3. Juli 2014 zum Bischof von Yoro. Die Bischofsweihe spendete ihm der Erzbischof von Tegucigalpa, Oscar Andrés Kardinal Rodríguez Maradiaga, am 21. September desselben Jahres. Mitkonsekratoren waren der scheidende Apostolische Nuntius in Honduras, Erzbischof Luigi Bianco, und der Bischof von Choluteca, Guy Charbonneau PME.
Seit November 2023 fungiert García Osorio zudem als Präsident des Sekretariats der Bischöfe von Zentralamerika und Panama (SEDAC).
Papst Leo XIV. ernannte ihn am 3. Juli 2025 zum Bischof von Santa Rosa de Copán.